# لیتلتون (کلرادو)
لیتلتون (به انگلیسی: Littleton) شهری در ایالت کلرادو کشور ایالات متحده آمریکا است که جمعیت آن در سرشماری سال ۲۰۱۰ میلادی، ۴۱٬۷۳۷ نفر بوده‌است.